# Joshua Morrow
Joshua Jacob Morrow (Juneau, 8 febbraio 1974) è un attore statunitense.
Noto per il ruolo di Nicholas Newman in Febbre d'amore.

## Biografia
Morrow nasce a Juneau in Alaska l'8 febbraio 1974.

## Carriera
Inizia la sua carriera da attore quando nel 1994 ottiene la parte di Nicholas Newman nella soap opera Febbre d'amore, ruolo che ricopre tuttora. Nel 1997 interpreta l'interesse amoroso di Rachel Ward nel film Senza ricorso.

## Vita privata
Il 4 agosto 2001, Morrow sposa Tobe Keeney. La coppia insieme ha quattro figli: Cooper Jacob nato il 27 settembre 2002, Crew James, nato il 27 maggio 2005 (anch'egli attore e attuale protagonista della soap Beautiful), Cash Joshua, nato il 21 aprile 2008, e Charlie Jo, nata il 30 ottobre 2012.

## Filmografia

### Cinema
- Senza ricorso (1997)

### Televisione
- Febbre d'amore – soap opera (1994-in corso)